# Musgärdsmyg
Musgärdsmyg (Troglodytes musculus) är en fågel i familjen gärdsmygar inom ordningen tättingar.

## Utbredning och systematik
Musgärdsmygen delas in i hela 21 underarter, med följande utbredning:
- Troglodytes musculus intermedius – södra Mexiko (sydöstra Veracruz och västra Chiapas) till centrala Costa Rica
- Troglodytes musculus peninsularis – Yucatánhalvön
- Troglodytes musculus inquietus – sydvästra Costa Rica till östra Panama
- Troglodytes musculus carychrous – ön Coiba (Panama)
- Troglodytes musculus pallidipes – Pärlöarna (Panama)
- Troglodytes musculus tobagensis – Tobago
- Troglodytes musculus atopus – norra Colombia
- Troglodytes musculus effutitus – Guajirahalvön i norra Colombia samt nordvästra Venezuela
- Troglodytes musculus striatulus – västra och centrala Colombia och nordvästra Venezuela
- Troglodytes musculus columbae – östra Colombia och västra Venezuela
- Troglodytes musculus clarus – Venezuela (förutom i väst), östra Colombia, Guyanaregionen till nordöstra Peru samt norra och västra Brasilien
- Troglodytes musculus albicans – sydvästra Colombia och västra Ecuador
- Troglodytes musculus musculus – centrala och östra Brasilien till östra Paraguay och nordöstra Argentina
- Troglodytes musculus bonariae – sydöstligaste Brasilien, Uruguay och nordöstra Argentina
- Troglodytes musculus puna – Peru och nordvästra Bolivia
- Troglodytes musculus audax – västra Peru
- Troglodytes musculus carabayae – centrala och södra Peru
- Troglodytes musculus tecellatus – sydvästra Peru och norra Chile
- Troglodytes musculus rex – centrala Bolivia till norra Argentina och västra Paraguay
- Troglodytes musculus atacamensis – norra och centrala Chile
- Troglodytes musculus chilensis – södra Chile och södra Argentina

Tidigare behandlades den som en del av husgärdsmygen (T. aedon), men denna delades 2024 upp i flera arter, däribland musgärdsmygen.

## Status
IUCN erkänner den inte som art, varför dess hotstatus inte bedömts.